# Platz Bonifác Ferenc
Platz Bonifác Ferenc (Székesfehérvár, 1848. szeptember 12. – Székesfehérvár, 1919. október 17.) római katolikus pap, teológiai doktor, ciszterci rendi áldozópap, királyi tankerületi főigazgató, a Szent István Akadémia tagja (1915).

## Élete
A gimnázium hat osztályát szülővárosában, a VII. és VIII.-at Egerben járta, a hittudományokat a budapesti egyetemen végezte. 1864. szeptember 17-én lépett a rendbe és 1871. július 28-án pappá szentelték; ugyanazon év augusztus 1-től 1874-ig segédlelkész volt Zircen. 1874-ben nyert a hittudományokból doktori oklevelet. 1874-1879-ben tanár volt a zirci hittudományi intézetben, 1879-85-ben főgimnáziumi tanár Baján, 1885-87-ben újoncmester Zircen és apáti titkár, 1887-89-ben apáti titkár és egyúttal 1888-89-ben alperjel, 1889-92-ben a budapesti rendi hittudományi intézet tervezője és igazgatója és egyúttal 1891-1892-ben ugyanott házfőnök. 1892. szeptember 9-től a szegedi tankerület királyi főigazgatója volt 1907-ig. Tagja 1890-től a budapesti országos tanárvizsgáló bizottságnak, a Szent István Társulat tudományos- és irodalmi osztályának, a magyar pedagógiai és a szegedi Dugonics Társaságnak. 1908. április 30-án a Magyar Tudományos Akadémia levelező tagjává, 1915-ben a Szent István Akadémia IV. osztályú tagjává választották.

## Írásai
Cikkei a Religióban (1878. könyvismertetés.); a bajai ciszterci-rendi főgimnázium Értesítőjében (1880., 1883. Vélemények az ember eredéséről); az Országos Tanáregylet Közlönyében (1883-84. A gymnasiumi vallástanítás); a Magyar Szalonban (1886. A vad és félvad népek kedélye); a Katholikus Szemlében (1890. Természettudományi problémák, 1891. könyvism. A leszármaztatás elmélete és az ember, 1894. Vázlatok a földrajz és természetrajz köréből és könyvism.); a Budapesti Hirlapban (1890. ápr. 1. Az Egyesült Államok indiánjai, 1892. deczember 12. Szvorényi József); a Pesti Naplóban (1891. május 14-én. Az új zirczi apát); a Dugonics-Társaság Évkönyvében (1896. Visszaemlékezésem Egyptomra); A Természetben (1899. Az állatok szellemi világáról); a Bölcseleti Folyóiratnak és a Hittudományi Folyóiratnak is munkatársa volt.
Álnevei a Szegedi Naplóban: Don Vigole, Vigolla.

## Munkái
- Az emberi nem kora. Baja, 1880. (Különnyomat a bajai főgymnasium Értesítőjéből.)
- Az ember eredése, faji egysége és kora. Tanulmány. Budapest, 1884.
- Der Mensch, sein Ursprung, seine Rassen und sein Alter. Mit 250 Illustrationen. Würzburg und Wien, 1887. (2. kiadás. Uo. 1889. Lengyelül Karol Jurkiewitz for. Varsó, 1892.).
- Die Völker der Erde. 1889-1893. Számos képpel. (Ism. Kath. Szemle 1894.)
- Ó-Egyptom irodalma. Budapest, 1898. (Szent István-társulat tudom. és irod. felolvasó üléseiből 27.).
- Szent beszéd, melyet a cziszterczi-rend 800-ados jubileuma alkalmából mondott Baján 1898. ápr. 28. Szeged, 1899. (Különny. a Hitszónoklati Folyóiratból.)
- Cantate a cziszterczi rend nyolczszázados alapításának emlékére 1098-1898. Baja, 1898.
- Utazás a természetben. Budapest, 1900.
- A föld története. Budapest, 1902. (Szent István-társulat tudom. és irod. osztályának felolvasó üléseiről. 44.)
- Katholikus levelek egy megtérő nőhöz. Budapest, 1902. (Ism. Budapesti Hirlap 284. sz.)
- A monizmus. Budapest, 1902. (Különny. a Kath. Szemléből.)
- Az ember származása. Budapest, 1905.
- A származástan kritikája. Budapest, 1906.
- Az ősember kritikai méltatása. Budapest, 1909.
- Tudásunk korlátai. Budapest, 1910.
- Természettudomány és igazság. Budapest, 1910.
- Tudományos kalandozások. Budapest, 1911.
- Áhítat könyve. Budapest, 1912.
- Az ember származása a legújabb kutatások nyomán. Budapest, 1914.
- A palaolith-ember. Budapest, 1914.
- Apologiai vitatkozások az igazság körül. Budapest, 1915.

### Fordításai
- Filótea, vagyis a jámborság útja. Írta Szalézi Szent Ferenc. Ford. Budapest, 1906. (1924: új kiadás)
- Krisztus követése. Írta Kempis Tamás. Ford. Budapest, 1906.